# 和顺图书馆
和顺图书馆位于中华人民共和国云南省腾冲市和顺镇的一座乡村图书馆，属于全国重点文物保护单位。

## 历史
受新文化运动的影响，和顺在海内外的进步青年于1924年成立了反对封建的进步组织“崇新会”，在和顺设立了“阅书报社”，传播进步思想。1928年，“阅书报社”扩建为图书馆，并将馆址迁移到“咸新社”内（即现在的馆址）。1938年，建成一幢五开间中西合璧式主馆屋和中门一座，并举行了隆重的建馆十周年的馆庆。1998年，于主馆屋后面新建藏书楼一座，名“藏珍楼”。1999年，图书馆附近的文昌宫、土主庙、三元宫的所有权划归图书馆，使馆址规模扩大到5500多平方米。

## 现状
和顺图书馆现为公共图书馆建制，免费向公众开放。图书馆现有藏书8万余册，分藏古籍、民国、现代三个书库，典藏文献图书较为丰富。2006年6月，和顺图书馆旧址部分被国务院公布为“全国重点文物保护单位”。